# Limnophora sinuata
Limnophora sinuata är en tvåvingeart som beskrevs av Collin 1930. Limnophora sinuata ingår i släktet Limnophora och familjen husflugor. Arten är reproducerande i Sverige. Inga underarter finns listade i Catalogue of Life.